# Oecleus obtusa
Oecleus obtusa är en insektsart som beskrevs av Ball 1902. Oecleus obtusa ingår i släktet Oecleus och familjen kilstritar. Inga underarter finns listade i Catalogue of Life.